# ジェロのいい歌山もり
ジェロのいい歌山もり（じぇろのいいうたやまもり）は、2009年4月12日から2011年10月2日までニッポン放送をキーステーションとして放送されていたラジオ番組。パーソナリティはジェロ。アシスタントはニッポン放送アナウンサーの那須恵理子。
2009年10月から2011年3月までは信越放送と毎日放送（MBSラジオ）でも放送されていた。ただしMBSラジオではノンスポンサー。

## 放送概要
ジェロがおすすめする「いい歌」を紹介する番組。

## コーナー
- リクエスト ジェロ
  - ジェロがお勧めする曲を紹介するコーナー。
- うたごころ ひとごころ
  - リスナーの思い出の曲などを紹介するコーナー。

## 放送時間
- 2009年4月 - 2011年3月　日曜21:30 - 22:00
- 2011年4月 - 2011年10月　金曜21:30 - 21:50
- 本来の番組開始日は4月5日だったが野球中継延長のため休止となり、最終回も9月30日の予定だったが野球中継延長のため延期となっている。

## ネット局
- 信越放送
- 毎日放送（MBS）

| ニッポン放送 日曜日21時30分-22時        | ニッポン放送 日曜日21時30分-22時              | ニッポン放送 日曜日21時30分-22時    |
| 前番組                                  | 番組名                                        | 次番組                              |
| --------------------------------------- | --------------------------------------------- | ----------------------------------- |
| 石原さとみ SAY TO ME!                   | ジェロのいい歌山もり (2009年4月 - 2011年3月)  | 渡り廊下走り隊7                     |
| ニッポン放送 金曜日21時30分-21時50分    |                                               |                                     |
| 開局!フジテレビラジオ （21:00 - 21:50） | ジェロのいい歌山もり (2011年4月 - 2011年10月) | みんなで学ぶ 藤沢久美のラジオ経済学 |